# Milenko Zorić
Milenko Zorić (serbisch-kyrillisch Миленко Зорић; * 2. April 1989 in Sanski Most, SFR Jugoslawien) ist ein serbischer Kanute.

## Karriere
Milenko Zorić nahm an zwei Olympischen Spielen teil. Sein Debüt gab er 2012 in London und gehörte bei diesen Spielen zum serbischen Aufgebot im Vierer-Kajak. Auf der 1000-Meter-Strecke kamen die Serben im Vorlauf nicht über den fünften und letzten Platz in ihrem Vorlauf hinaus und schieden schließlich nach einem siebten Platz im Halbfinallauf aus. Im Gesamtklassement belegten sie Rang neun.
Bei den Olympischen Spielen 2016 in Rio de Janeiro trat er Zorić unter anderem mit Marko Tomićević in der 1000-Meter-Konkurrenz mit dem Zweier-Kajak an. Mit über sieben Sekunden Vorsprung wurden sie vor den Australiern Ken Wallace und Lachlan Tame im Vorlauf Erste und qualifizierten sich so direkt für den Endlauf. Im Finale waren sie mit 3:10,969 Minuten nochmals schneller als im Vorlauf, mussten sich aber den Deutschen Max Rendschmidt und Marcus Gross knapp geschlagen geben, die zwei Zehntelsekunden vor Zorić und Tomićević die Ziellinie überquerten. Sie erhielten somit die Silbermedaille, vor Ken Wallace und Lachlan Tame auf Rang drei. Darüber hinaus war Zorić ebenso wie Tomićević Teil der serbischen Besetzung des Vierer-Kajaks. Der Vorlauf verlief zwar wie schon 2012 mit Rang sechs enttäuschend, als Dritte des Halbfinals gelang ihnen jedoch noch der Einzug ins Finale. Dieses schlossen sie nach 3:10,241 Minuten auf dem achten und letzten Platz ab.
Weitere Medaillen sicherte sich Zorić bei Welt- und Europameisterschaften. 2012 gewann er in Zagreb im Vierer-Kajak über 1000 Meter zunächst die Bronzemedaille bei den Europameisterschaften, ehe alle weiteren Medaillengewinne im Zweier-Kajak mit seinem Olympiapartner Marko Tomićević auf der 1000-Meter-Distanz erfolgten. 2015 wurden sie in Mailand bei den Weltmeisterschaften ebenso Dritte, wie ein Jahr darauf bei den Europameisterschaften in Moskau. Ihren größten gemeinsamen Erfolg feierten die beiden Serben schließlich bei den Weltmeisterschaften 2017 in Račice u Štětí mit dem Titelgewinn. Im selben Jahr wurden sie außerdem Vizeeuropameister in Plowdiw. 2018 gewannen sie in Montemor-o-Velho die Bronzemedaille bei den Weltmeisterschaften und wurden in Belgrad erstmals auch Europameister.
Zorić vertrat außerdem Serbien bei den Europaspielen 2015 in Baku und 2019 in Minsk. 2015 belegte er im Einer-Kajak über 5000 Meter den elften Platz, während er 2019 mit Stefan Vekić im Zweier-Kajak über 1000 Meter den Finaleinzug verpasste.